# Meloe occultus
Meloe occultus là một loài bọ cánh cứng trong họ Meloidae. Loài này được Pinto & Selander miêu tả khoa học năm 1970.